# Sildefamilien
Sildefamilien (Clupeidae) er en taksonomisk familie af benfisk. De fleste arter er marine, men nogle kan leve i ferskvand. Visse arter lever i havet, men vandrer op i ferskvand for at forplante sig. Arterne i sildefamilien lever sædvanligvis i stimer og ernærer sig af plankton.
| Fisk | Spire Denne artikel om fisk er en spire som bør udbygges. Du er velkommen til at hjælpe Wikipedia ved at udvide den. |